# Elasti-Girl
Elasti-Girl, anche conosciuta come Elasti-Woman, pseudonimo di Rita Farr, è un personaggio dei fumetti statunitensi pubblicati dalla DC Comics, parte del gruppo di supereroi della Doom Patrol. Creata dallo sceneggiatore Arnold Drake e dal disegnatore Bruno Premiani, il personaggio è apparso per la prima volta in My Greatest Adventure n. 80 (giugno 1963).
Elasti-Girl è comparsa in numerose serie televisive animate e film d'animazione. La sua prima apparizione live action risale al 2018, quando viene interpretata dall'attrice April Bowlby nell'episodio Doom Patrol della serie televisiva Titans. L'attrice riprende poi il personaggio nella serie televisiva Doom Patrol (2019–2023) e nell'episodio Crisi sulle Terre infinite - V Parte (2020) della serie televisiva Legends of Tomorrow.

## Sviluppo
Creata da Arnold Drake e Bruno Premiani, Elasti-Girl appare per la prima volta nella serie a fumetti My Greatest Adventure n. 80 (giugno 1963). Secondo quanto affermato da Drake, il co-autore del numero Bob Haney non è stato coinvolto nel progetto prima della creazione di Elasti-Girl.

## Biografia del personaggio

### Doom Patrol
Rita Farr è una nuotatrice, campionessa olimpionica vincitrice della medaglia d'oro, divenuta un'attrice hollywoodiana, che viene esposta a uno strano gas vulcanico mentre sta girando un film in Africa. Una volta rimessa, scopre che il suo corpo può espandersi o restringersi di diversi metri o di pochi centimetri. Quando ottiene un maggiore controllo dei suoi poteri, scopre che può anche ingrandire un solo arto alla volta.
Sebbene non risulti sfigurata fisicamente, inizialmente Rita non ha alcun controllo sui suoi cambiamenti, venendo considerata un fenomeno da baraccone e una minaccia e perciò viene reclusa, ponendo fine alla sua carriera cinematografica. Rita viene così contattata da Niles Caulder, che le offre un posto tra i suoi simili, "mostri" che tentano di usare i loro poteri per fare del bene. Rita, così, adottato il nomer di Elasti-Girl, si unisce alla squadra di Caulder, la Doom Patrol. Qui rita si innamora e sposa Steve Dayton, il supereroe noto con il nome di Mento. In seguito la coppia adotta Gar Logan, destinato a diventare Beast Boy, parte del gruppo di giovani supereroi Giovani Titani.
Nell'arco narrativo JLA: Year One, Martian Manhunter dice a Rita che lui è un fan dei suoi film e che gli dispiace lei non abbia più recitato. Lusingata, lo bacia sulla guancia e gli confessa di aver incontrato l'attrice di Alien, Sigourney Weaver, e che è certa che a lui piacerebbe.
Quando i nemici della Doom Patrol, la Confraternita del Male, minacciano un piccolo villaggio del New England, i supereroi che la compongono decidono di sacrificare per salvare gli abitanti e vengono così uccisi in un'esplosione. In seguito si viene a scoprire che diversi membri della squadra hanno ingannato la morte (così da apparire nel revival della Doom Patrol), sebbene Elasti-Girl rimane "morta" fino alla Crisi infinita.
In Doom Patrol #95 (maggio 1965), Elasti-Girl scambia i poteri con l'Uomo Negativo, divenendo la Ragazza Negativa.

### Crisi infinita
Nella serie Doom Patrol di John Byrne, Elasti-Girl viene resuscitata perché Superboy-Prime ha distrutto la barriera della realtà. I membri della Doom Patrol non conservano alcun ricordo delle loro vite precedenti, finché Superboy-Prime non rompe la barriera della Phantom Zone durante la sua battaglia con i Giovani Titani e i loro alleati. In quel momento le loro menti discernono visioni dei precedenti membri della Doom Patrol e Rita ricorda tutto: la sua famiglia e la sua morte.
Nella miniserie a fumetti Crisi infinita, Rita appare come uno dei tanti supereroi che difendono la città di Metropolis dall'esercito che si fa chiamare Società Segreta dei Supercriminali. Combatte contro la gigantesca supercattiva Giganta.
Rita fa un'apparizione nel fumetto 52 n. 50 (2006–2007), dove combatte contro Black Adam accanto alla Torre di Pisa.
Crisi infinite alla fine riconnette il reboot di Byrne fuori dalla continuity.

### Un anno dopo
Nell'arco narrativo Un anno dopo, la Doom Patrol cambia considerevolmente, perdendo diversi membri e guadagnando, al loro posto, i personaggi di Beast Boy, Bumblebee e Vox.
Rita viene nuovamente resuscitata da Niles Caulder, dopo che questi ha recuperato un pezzo del suo cranio, usando la sua tecnologia per far ricrescere l'interno corpo, grazie alla sua natura malleabile. Di conseguenza questa Elasti-Girl è molto docile ed è riluttante nel mettere in discussione il ruolo di Niles. Caulder lascia intendere inoltre che la sua forma malleabile ne ostacola la capacità di pensare, portandola a una mancanza di iniziativa personale che la rende dipendente da lui. Mentre ne osserva l'interazione con Caulder, Tim Drake sospetta che egli abbia fatto il lavaggio del cervello a Rita e agli altri membri della Doom Patrol. Il marito di Rita, Mento, è sotto il controllo del suo casco e crede che sua moglie non lo amerebbe mai senza.
Dopo la loro battaglia contro la Brotherhood of Evil, i Giovani Titani e la Doom Patrol assistono il capo che cerca di convincere Kid Devil che è un mostro e che in realtà i Titani lo detestano. Ciò spinge le squadre ad affrontare il capo: Mento alla fine si toglie l'elmetto e dice in modo diretto al capo che non è più il capo della Doom Patrol e che se insulterà di nuovo sua moglie e suo figlio, userà i suoi poteri per distruggere il suo intelletto. Rita si schiera saldamente dalla parte del marito, sfuggendo al controllo di Caulder.
Nella serie più recente di Doom Patrol, Rita cambia il suo nome di battaglia in Elasti-Woman. Viene inoltre rivelato che quando Niles Caulder l'ha riportata in vita, lo ha fatto usando il protoplasma, così da eliminare "debolezze" come ossa e organi interni e quindi Rita non è più umana. Quando dorme, Rita perde la sua forma umana e torna a essere una pozza di melma, dovendo rimodellarsi ogni giorno.

### Teen Titans: Earth One
Nella serie a fumetti Teen Titans: Earth One, il personaggio appare con il nome di Rita Markov, membro degli STAR Labs e madre di Tara Markov / Terra.

## Poteri
Rita ha la capacità di espandere e restringere il proprio corpo. I suoi poteri elastici, le permettono di diventare grande quanto un grattacielo. Ha la capacità di rimpicciolirsi fino a pochi centimetri: durante un'avventura, è stata esposta a un gas che l'ha ridotta a una scala microscopica ed è entrata in un universo subatomico; quell'esperienza non si è più ripetuta. Rita può restringere o espandere selettivamente parti del proprio corpo.
Come rappresentato in Doom Patrol di John Byrne (retcon fuori dall'esistenza), Elasti-Girl può cambiare le dimensioni di oggetti e persone toccandoli; quando abbandona il contatto, questi ritornano alle loro dimensioni normali. Grazie alla sua fisiologia protoplasmatica inoltre, Rita può rigenerare qualsiasi parte del suo corpo. Può ricostruire un viso mezzo spappolato o una gamba scarnificata e far ricrescere arti amputati.

## Altri media
- Elasti-Girl appare nell'episodio in due parti Ritorno a casa (2005) della serie televisiva animata Teen Titans, doppiata da Tara Strong.[11]
- Nell'episodio L'ultima pattuglia (The Last Patrol!, 2010) della serie televisiva animata Batman: The Brave and the Bold, in seguito a una missione fallita e allo scioglimento della Doom Patrol, Elasti-Girl si crogiola nell'autocommiserazione, finché i nemici della Doom Patrol non formano un'alleanza per cercare vendetta. Lei allora unisce le forze con Batman e i suoi ex compagni di squadra per fermare i nemici prima che la Doom Patrol si sacrifichi per salvare una città minacciata dai cattivi. È doppiata da Olivia d'Abo.[11]
- Elasti-Girl appare nella miniserie televisiva animata Doom Patrol (2013), parte della serie DC Nation Shorts, doppiata da Kari Wahlgren.[11]
- Nell'episodio del 2019 Nightmare Monkeys, della serie televisiva animata Young Justice, Elasti-Girl è un'attrice che ha recitato nella sitcom immaginaria Hello, Megan! ed è stata la madrina di Beast Boy prima che lei e la maggior parte della Doom Patrol venissero uccisi durante una missione anni prima della serie. È doppiata da Hynden Walch.[11]
- In alcuni episodi della sesta, settima e ottava stagione (2019–2023), della serie televisiva animata Teen Titans Go!, Elasti-Girl è un'attrice afroamericana che Niles Caulder ha unito con l'argilla in modo da poter ottenere ruoli da attrice di maggior spessore rispetto a quelli fino ad allora ottenuti in film di serie B. È doppiata da Cree Summer.[11]
- Nella serie televisiva live action Doom Patrol (2019–2023), Rita Farr, pseudonimo di Gertrude Cramp, è una celebre attrice hollywoodiana che, cadendo da un pontile danneggiato in un fiume tropicale, viene a contatto con una sostanza non meglio identificata, che la trasforma immediatamente conferendole la capacità di "sciogliersi" in una specie di blob di carne. Dopo essere stata accolta a Villa Doom da Niles Caulder (Timothy Dalton), con il tempo comincia a padroneggiare il suo potere diventando "elastica", in particolare assumendo la capacità di allungare le braccia. Nella terza stagione, sottoratta la macchina del tempo a Laura De Mille (Michelle Gomez), ritorna indietro nel tempo fino al 1917, dove, perduta la memoria, viene reclutata dal Bureau of Normalcy come addetta alla posta. Qui si unisce alla Sisterhood of Dada, che la ribattezza Bendy, con la quale rimarrà per i successivi 32 anni, quando, ripresa la macchina del tempo, ritornerà al presente per vendicarsi di Madame Rouge, colpevole di aver ucciso Malcolm (Micah Joe Parker), un componente della Sisterhood of Dada con cui aveva stretto un legame romantico. Dalla quarta stagione, messasi a capo della Doom Patrol, adotta il nome di battaglia di Elasti-Woman. È interpretata da April Bowlby e Lana Jean Turner (da bambina). La Bowlby l'aveva precedentemente interpreta anche nell'episodio Doom Patrol (2018) della serie Titans, di cui Doom Patrol è uno spin-off, e in nell'episodio crossover Crisi sulle Terre infinite - V Parte (2020) della serie televisiva Legends of Tomorrow, per quest'ultimo vengono però utilizzati filmati d'archivio.[12] Nella versione in italiano della serie Doom Patrol l'attrice è doppiata da Virginia Brunetti.[13]

## Accoglienza
Elasti-Girl viene classificata all'88º posto della lista 100 Sexiest Women in Comics della rivista Comics Buyer's Guide.